# Pontella gracilis
Pontella gracilis is een eenoogkreeftjessoort uit de familie van de Pontellidae. De wetenschappelijke naam van de soort is voor het eerst geldig gepubliceerd in 1950 door Wilson C.B..